# Homoglaea insinuata
Homoglaea insinuata är en fjärilsart som beskrevs av Smith 1905. Homoglaea insinuata ingår i släktet Homoglaea och familjen nattflyn. Inga underarter finns listade i Catalogue of Life.